# Silvain (Oper)
Silvain oder Sylvain (deutsche Titel auch: Walder oder Erast und Lucinde) ist eine Opéra-comique (Originalbezeichnung: „Comédie“) in einem Akt des französischen Komponisten André-Ernest-Modeste Grétry. Das Libretto stammt von Jean-François Marmontel nach dem damals sehr populären Theaterstück Erast von Salomon Gessner. Die Uraufführung fand am 19. Februar 1770 in der Comédie-Italienne in Paris statt. Das Werk wurde dem Prinzen  Karl von Sachsen und Polen gewidmet.

## Handlung
Vor fünfzehn Jahren hat sich der Adlige Silvain den Wünschen seines Vaters widersetzt und mit Helene eine bürgerliche Frau geheiratet. Daraufhin wurde er vom Vater enterbt. Seither verdient Silvain seinen Unterhalt als Bauer auf gepachtetem Land. Nun wird er von den Jagdpächtern des neuen Landbesitzers der Wilderei beschuldigt. Seine Frau und seine beiden Töchter bitten um Gnade, und als Silvain selbst beim neuen Landbesitzer vorstellig wird, erkennt er in diesem seinen eigenen Vater. Dieser lenkt ein und beschwichtigt die Angelegenheit. Am Ende ist die Familie glücklich wieder versöhnt.

Szenenbilder der Uraufführungsproduktion
Szene 6
Schlussszene

## Weitere Anmerkungen

Titelblatt des Librettos, Frankfurt 1772

Bei der Uraufführung am 19. Februar 1770 im Hôtel de Bourgogne der Comédie-Italienne in Paris sangen M. Suin (Dolmon „Vater“), Joseph „Giuseppe“ Caillot (Dolmon/Sylvain), Antoine Trial (Dolmon „Sohn“), Marie-Thérèse Laruette-Villette (Helene), Marie-Jeanne Trial-Milon (Pauline), Pétronille-Rosalie Beaupré (Lucette) und M. Clerval (Bazile).
Von den Frühwerken Grétrys war Silvain eines seiner erfolgreichsten Bühnenwerke. Zwischen 1770 und 1827 wurde sie allein an der Comédie-Italienne bzw. der Opéra-Comique 381 Mal aufgeführt. Im Jahr 1796 war das Werk die erste Oper überhaupt, die in New Orleans gespielt wurde. Bis etwa um 1800 gab es auch Aufführungen in den Niederlanden, Deutschland, Österreich, Dänemark, Schweden und Russland. Das Werk thematisiert ein zeitgenössisches Problem des Ancien Régime, nämlich die Rechte der Bauern gegenüber ihren Lehnsherren. Daher wurde es von so manchem Grundbesitzer und Adligen kritisch gesehen. Dieser Aspekt wurde vom weiteren Gang der politischen Entwicklung nach 1789 hinfällig. Im Laufe des 19. Jahrhunderts geriet die Oper mehr und mehr in Vergessenheit. Wiederaufführungen dieser Oper in jüngerer Zeit sind nicht bekannt. Es gibt auch keine Einspielung der Oper als Gesamtwerk. Die Ouvertüre und einige Arien werden gelegentlich bei Konzerten gespielt. Von diesen gibt es auch Tonträgermitschnitte.

## Digitalisate
- Partitur, Paris 1770. Digitalisat im Internet Archive
- Libretto (französisch), Paris 1770. Digitalisat der Library of Congress
- Libretto (französisch), Paris 1771. Digitalisat im Internet Archive
- Walder. Libretto (deutsch), Leipzig 1770. Digitalisat der Staats- und Universitätsbibliothek Dresden
- Silvain. Libretto (deutsch), Frankfurt 1772. Digitalisat der Library of Congress
- Erast und Lucinde. Libretto (deutsch von Johann Joachim Eschenburg), Münster 1777. Digitalisat der Library of Congress
- Silvain. Libretto (deutsch), Wien 1778. Digitalisat der Library of Congress